# Oligodon praefrontalis
Oligodon praefrontalis este o specie de șerpi din genul Oligodon, familia Colubridae, descrisă de Werner 1913. Conform Catalogue of Life specia Oligodon praefrontalis nu are subspecii cunoscute.